# Wereldkampioenschap wegrace 1959
Het wereldkampioenschap wegrace seizoen 1959 was het elfde in de geschiedenis van het door de FIM georganiseerde wereldkampioenschap wegrace.

## Algemeen
In 1959 begon pijnlijk duidelijk te worden wat Moto Guzzi, Gilera en FB Mondial al in 1957 hadden onderkend: de kosten van de wegrace stonden in geen enkele verhouding meer tot de verkoopresultaten. De Britse merken werden voortdurend overschaduwd door MV Agusta, dat niet eens een echt motorfietsmerk was, maar meer een hobby van Domenico Agusta, die zijn geld verdiende met de Agusta-helikopters. BMW was alleen succesvol in de zijspanklasse en had net als de hele motorindustrie te lijden onder de opkomst van goedkope auto 's, scooters en dwergauto 's. MZ en CZ waren niet toegankelijk voor Westerse klanten en vielen onder de planeconomie van de DDR en Tsjechoslowakije. Voor aanvang van het seizoen gonsde het in de vakbladen van de geruchten over het aankomende seizoen. Toen Libero Liberati had aangegeven te gaan starten dacht men aan een terugkeer van de grote merken Moto Guzzi, Gilera en Mondial, Norton zou met een nieuwe desmodromische Manx komen die door Doug Hele persoonlijk getest was (Hele had de overleden Joe Craig opgevolgd). Verder zou Honda als eerste Japanse fabrikant gaan deelnemen. Het kwam allemaal niet uit: Liberati ging rijden op een 250cc-Moto Morini en een privé 500cc-Gilera Saturno eencilinder, de Norton kwam er nooit en ook Honda verscheen alleen op het eiland Man. Uiteindelijk hoefde MV Agusta zich helemaal geen zorgen te maken: aan het einde van het seizoen bezette het in alle soloklassen de eerste twee plaatsen. John Surtees won alle (dertien) races waarin hij startte. 

## Merken/teams
- In de 350- en de 500cc-klasse was MV Agusta nog steeds oppermachtig. Het won ook alle titels in de 125- en de 250cc-klasse, maar hier was de dreiging van MZ en Ducati beter voelbaar.
- Honda debuteerde in het wereldkampioenschap wegrace in de 125cc-klasse door een vrij groot team een maand lang naar het eiland Man te sturen. Naomi Taniguchi scoorde het eerste WK-punt voor een Japans merk.

## Coureurs
- Ernst Degner scoorde zijn eerste overwinning in de GP des Nations.
- Geoff Duke reed in 1959 zijn laatste seizoen. Hij werd met Nortons vijfde in de 350- en vierde in de 500cc-klasse. In de 250cc-klasse reed hij voor Benelli. Hij haalde vijf punten en werd tiende.
- Mike Hailwood scoorde zijn eerste overwinning in de Ulster Grand Prix.
- John Hartle werd in het team van MV Agusta in de 500cc-klasse vervangen door Remo Venturi, maar hij startte wel in de 350cc-klasse.
- In 1959 maakte Gary Hocking een seizoen door dat nog veel spectaculairder was dan dat van Mike Hailwood. Hij startte in vier klassen in het wereldkampioenschap. In de 500cc-klasse eindigde hij als vijfde, in de 350cc-klasse als vierde, in de 250cc-klasse als tweede en in de 125cc-klasse als negende.

### Debutanten
- Max Deubel debuteerde in de Duitse Grand Prix met een derde plaats in de zijspanklasse, maar bij gebrek aan een internationale licentie was dit zijn enige race.
- Alberto Pagani , de zoon van Nello Pagani, debuteerde in de TT van Assen en scoorde zijn eerste WK-punten in de Ulster Grand Prix
- Alan Shepherd debuteerde in de TT van Man, maar scoorde dit seizoen nog geen punten.
- Naomi Taniguchi debuteerde in de TT van Man en scoorde één WK-punt.
- Billie Nelson debuteerde in de TT van Man als bakkenist van zijspancoureur Charlie Freeman, maar het duo scoorde geen punten.

### Gestopt
- John Anderson had zijn carrière beëindigd.
- Horst Fügner beëindigde zijn carrière na een harde val in de Grand Prix van België.
- Manfred Grunwald beëindigde zijn carrière nadat zijn echtgenote Inge Stoll als bakkeniste van Jacques Drion verongelukt was.
- Cyril Smith was intussen veertig jaar oud en met zijn Nortons kansloos in de zijspanklasse. Hij beëindigde zijn carrière om servicemanager bij de motorzaak Cowie's in Stockton-on-Tees te worden.
- Carlo Bandirola had zijn carrière op 43-jarige leeftijd afgesloten.
- Geoff Duke sloot zijn racecarrière na de GP des Nations af, maar in die laatste race stond hij wel nog op het podium.
- Sammy Miller werd door het stoppen van FB Mondial overbodig en startte zijn succesvolle trialcarrière, maar hij startte ook in dit jaar in enkele WK-races.

### Overleden
- Adolfo Covi verongelukte tijdens de 500cc-race van de Grand Prix des Nations.

|         | 1e | 2e | 3e | 4e | 5e | 6e |
| ------- | -- | -- | -- | -- | -- | -- |
| Punten: | 8  | 6  | 4  | 3  | 2  | 1  |

|               | 125 cc | 250 cc | 350 cc | 500 cc | Zijspan |
| ------------- | ------ | ------ | ------ | ------ | ------- |
| Aantal races: | 7      | 6      | 6      | 7      | 5       |
| Tellend:      | 4      | 4      | 4      | 4      | 4       |

## Races
GP van Frankrijk, Clermont-Ferrand
Dit was de eerste Franse Grand Prix die meetelde voor het WK sinds die van 1955. In 1956 was ze niet doorgegaan vanwege het (auto-)ongeluk tijdens de 24-uur van Le Mans en in het seizoen 1957 door benzineschaarste vanwege de Suezcrisis. In 1958 was er wel een Franse Grand Prix, maar deze telde niet mee voor het wereldkampioenschap.
Isle of Man TT, Mountain Course/Clypse Course
Deze TT werd gekenmerkt door het verschijnen van de eerste Amerikaanse en Japanse coureurs: Uit Japan kwam het team van Honda met Giichi Suzuki, Junzo Suzuki, Teisuke Tanaka, Naomi Taniguchi en de Amerikaan Bill Hunt als teamcaptain. Op privébasis startten de Amerikanen Fred LaBelle en Ralph Fox. Het zou achteraf de laatste TT van de Britse sterren Geoff Duke en Cyril Smith blijken te zijn. Na het verdwijnen van de Clubmans Junior TT en de Clubmans Senior TT in 1957 richtte men toch weer twee nieuwe klassen in, dit keer voor uitsluitend productieracers: de 500 Formula One TT en de 350 Formula One TT. De bedoeling daarvan was om de Britse machines een kans te geven om te winnen, want feitelijk sloot men hierdoor alleen de MV Agusta 350 4C en de MV Agusta 500 4C uit en kon er alleen gereden worden met de Norton Manx, de Matchless G50, de BMW R 50 en de AJS 7R. De coureurs namen deze klassen niet erg serieus, maar omdat ze op zaterdagavond vóór de raceweek werden verreden beschouwde men ze als een extra training. Het was dan ook eenmalig: in 1960 kwamen deze races niet terug. Het was ook de laatste editie waarin de kortere Clypse Course werd gebruikt.
GP van Duitsland, Hockenheim
100.000 toeschouwers zagen de overwinning in vijf klassen naar slechts twee merken gaan: MV Agusta won alle soloklassen en BMW won de zijspanklasse.
Dutch TT, Assen
De 350cc-klasse werd in Assen niet verreden. Ze was ten prooi gevallen aan een experiment dat men "Formule 1" noemde en dat veel leek op de eenmalige uitvoering van de 500 Formula One TT en de 350 Formula One TT tijdens de TT van Man. In deze klasse mochten alleen motorfietsen starten waarvan er minsten 25 gebouwd en verkocht waren, waardoor de MV Agusta 500 4C en de MV Agusta 350 4C uitgezonderd waren. Deze Formule 1-race werd gewonnen door Norton-rijder Bob Brown. Alle klassen kenden dezelfde winnaars als tijdens de TT van '58.
GP van België, Spa-Francorchamps
Net als in de TT van Man en de TT van Assen had men in België een alternatieve race bedacht om de 350cc-race te vervangen: de "Formule 1 race" voor 350cc-motorfietsen maar zonder de fabrieksracers (lees: zonder MV Agusta). Zo kon er ook eens iemand anders dan John Surtees winnen en dat werd Gary Hocking.
GP van Zweden, Kristianstad
Vanwege de openbare orde werd de Zweedse Grand Prix in haar tweede WK-jaar al verplaatst van het Hedemora TT Circuit naar Kristianstad. Net als tijdens de TT van Man, de TT van Assen en de Belgische Grand Prix werd er weer volgens de "Formula One"-methode gereden. Dat hield in dat er in één race alleen motorfietsen mochten starten waarvan er minstens 25 gebouwd en verkocht waren. Tijdens de TT van Man waren dat 350- en 500cc-machines, in Assen en België 350cc-machines en in Zweden 500cc-machines. De formule betekende feitelijk alleen de uitsluiting van de fabrieksracers van MV Agusta. Er konden geen WK-punten worden gescoord, maar de rijders hadden wel het voordeel van extra "trainingskilometers" die John Surtees en John Hartle niet kregen. Deze 500cc-Formula One Race werd gewonnen door Bob Brown.
Nations GP, Monza
De Grand Prix des Nations werd overschaduwd door de dood van Adolfo Covi, die tijdens de 500cc-race ten val kwam. Officieel werd naast de 125cc-wereldtitel ook de 250cc-titel hier beslist, maar die was feitelijk al in handen van Carlo Ubbiali gekomen doordat MV Agusta haar 250cc-rijders niet naar de Ulster Grand Prix had gestuurd. Daardoor kwam Tarquinio Provini een wedstrijd tekort om Ubbiali nog te kunnen bedreigen. Voorafgaand aan de Grand Prix vonden er nationale wedstrijden in de 125- en de 175cc-klasse plaats, die beiden werden gewonnen door Francesco Villa met een Ducati. In de 175cc-race werd de 21-jarige Renzo Pasolini vierde.

## 500cc klasse
In de 500cc-klasse werd John Surtees in 1959 bij MV Agusta bijgestaan door Remo Venturi. Uiteindelijk werden ze eerste en tweede, met Bob Brown met een Norton op de derde plaats. Surtees won alle races en werd nooit bedreigd door tegenstanders. Daarom begon hij maar een gevecht met zichzelf: Hij hoopte dat MV Agusta ondanks het overwicht toch verbeteringen aan de motorfiets bleef aanbrengen en daarom probeerde hij steeds het ronderecord te verbeteren. In de Senior TT lukte dat erg goed: al in de eerste ronde, met staande start en volle tank, bracht hij het op 162,798 km/h.
GP van Frankrijk, Clermont-Ferrand
Er bleek sinds het seizoen 1958 niet veel veranderd te zijn in de 500cc-klasse. John Surtees reed de snelste ronde en won de race met anderhalve minuut voorsprong op teamgenoot Remo Venturi, terwijl privérijder Gary Hocking met zijn Norton Manx derde werd.
Isle of Man TT, Mountain Course
De Senior TT stond gepland voor vrijdag 5 juni, maar werd vanwege de weersomstandigheden een dag opgeschoven, maar ook op zaterdag was het weer zeer slecht. De race begon droog, waardoor John Surtees een recordronde met staande start van 101,18 mijl per uur kon rijden, maar daarna kregen de coureurs te maken met harde regen en mist, waardoor Surtees' racegemiddelde zakte naar 87,94 mijl per uur. Hij won de race met vijf minuten voorsprong op Alistair King en liefst tien minuten op derde man Bob Brown. John Hartle, de teamgenoot van Surtees, viel uit.
GP van Duitsland, Hockenheim
MV Agusta zette in plaats van John Hartle de Italiaan Remo Venturi op de MV Agusta 500 4C, naast John Surtees uiteraard. Surtees won de race met 14,5 seconde voorsprong op Venturi, maar de derde man, Bob Brown, was met zijn Norton Manx al op een ronde gereden. Dat was heel veel op een circuit van bijna acht kilometer lengte. Omdat Alistair King niet deelnam klom Brown naar de derde plaats in de WK-stand.
Dutch TT, Assen
John Surtees had verreweg de beste start en zijn tegenstanders zagen hem aan de finish pas weer terug. Bob Brown kwam bijna twee minuten later over de eindstreep, maar wist wel Remo Venturi achter zich te houden. Dat kwam misschien wel omdat Brown de "Formule 1-race" als extra training had gebruikt. Door vier overwinningen in vier wedstrijden was Surtees al zeker van de 500cc-wereldtitel.
GP van België, Spa-Francorchamps
Hoewel hij de wereldtitel al binnen had, ging John Surtees gewoon door met winnen. Hij reed Gary Hocking en Geoff Duke op grote achterstand. MV Agusta-teamgenoot Remo Venturi werd slechts vijfde, nog achter Bob Brown. Daardoor kwam Venturi in de WK-stand onder druk van Brown te staan.
GP van Zweden, Kristianstad
John Surtees won zijn vierde 350cc-race op rij. Teamgenoot John Hartle had slechts negen seconden achterstand, maar de verschillen met de Norton en AJS-rijders waren erg groot. Derde man Bob Brown had ruim twee minuten achterstand. Surtees, die al wereldkampioen 500 cc was, was nu ook zeker van de 350cc-werelditel.
Nations GP, Monza
Door zijn zevende overwinning in zeven races scoorde John Surtees maximaal, temeer omdat hij ook overal de snelste ronde had gereden. Zijn teamgenoot Remo Venturi werd weliswaar tweede, maar had ruim een minuut achterstand. Geoff Duke vierde zijn laatste optreden in het wereldkampioenschap met een podiumplaats, hij werd derde met een ronde achterstand. Adolfo Covi, een tennisvriend van de in 1956 overleden Ferruccio Gilera, overleed na een val in de Curva del Vialeone.

### Uitslagen 500cc-klasse
|   | Datum       | Race              | Circuit           | 1e           | 2e            | 3e           | Snelste ronde |
| - | ----------- | ----------------- | ----------------- | ------------ | ------------- | ------------ | ------------- |
| 1 | 17 mei      | GP van Frankrijk  | Clermont-Ferrand  | John Surtees | Remo Venturi  | Gary Hocking | John Surtees  |
| 2 | 6 juni      | Isle of Man TT    | Mountain Course   | John Surtees | Alistair King | Bob Brown    | John Surtees  |
| 3 | 14 juni     | GP van Duitsland  | Hockenheim        | John Surtees | Remo Venturi  | Bob Brown    | John Surtees  |
| 4 | 27 juni     | TT van Assen      | Assen             | John Surtees | Bob Brown     | Remo Venturi | John Surtees  |
| 5 | 5 juli      | GP van België     | Spa-Francorchamps | John Surtees | Gary Hocking  | Geoff Duke   | John Surtees  |
| 6 | 8 augustus  | Ulster Grand Prix | Dundrod           | John Surtees | Bob McIntyre  | Geoff Duke   | John Surtees  |
| 7 | 6 september | GP des Nations    | Monza             | John Surtees | Remo Venturi  | Geoff Duke   | John Surtees  |

### Eindstand 500cc-klasse
| Pos. | Coureur        | Merk      | Ptn.    |
| ---- | -------------- | --------- | ------- |
| 1    | John Surtees   | MV Agusta | 32 (56) |
| 2    | Remo Venturi   | MV Agusta | 22 (24) |
| 3    | Bob Brown      | Norton    | 17 (22) |
| 4    | Geoff Duke     | Norton    | 12      |
| 5    | Gary Hocking   | Norton    | 10      |
| 6    | Bob McIntyre   | Norton    | 8       |
| 7    | Alistair King  | Norton    | 7       |
| 8    | Dickie Dale    | BMW       | 6       |
| 9    | Terry Shepherd | Norton    | 5       |

| Pos. | Coureur        | Merk      | Ptn. |
| ---- | -------------- | --------- | ---- |
| 10   | John Hempleman | Norton    | 4    |
| 11   | Derek Powell   | Matchless | 3    |
| 11   | Ken Kavanagh   | Norton    | 3    |
| 13   | Paddy Driver   | Norton    | 3    |
| 14   | Jim Redman     | Norton    | 2    |
| 15   | Alois Huber    | BMW       | 1    |
| 15   | Ron Miles      | Norton    | 1    |
| 15   | Bob Anderson   | Norton    | 1    |

(Punten tussen haakjes zijn inclusief streepresultaten)

### Constructeurstitel 500cc-klasse
| 1 | MV Agusta | 32 (56) |
| 2 | Norton    | 24 (36) |
| 3 | BMW       | 7       |
| 4 | Matchless | 3       |

(Punten tussen haakjes zijn inclusief streepresultaten)

## 350cc klasse
De 350cc-klasse was onbetwist voor John Surtees. Hij won met zijn MV Agusta viercilinder alle races. Zijn teamgenoot John Hartle speelde slechts een bijrol, maar kon dankzij de helft van het puntenaantal van Surtees toch tweede worden. Privérijder Bob Brown werd met een Norton Manx derde.
GP van Frankrijk, Clermont-Ferrand
John Hartle startte in de 350cc-race met de fabrieks-MV Agusta 350 4C, maar verloor bijna anderhalve minuut op privérijder Gary Hocking met zijn Norton Manx. Hocking op zijn beurt was ruim een minuut te langzaam om John Surtees te verslaan.
Isle of Man TT, Mountain Course
John Surtees won de Junior TT zonder problemen, maar zijn teamgenoot John Hartle werd naar de derde plaats verdrongen door Bob McIntyre, tot diens AJS 7R in de vierde ronde stilviel. Daarna moest Hartle ook nog de aanvallen van Alistair King afslaan. Geoff Duke werd in zijn laatste TT-race vierde.
GP van Duitsland, Hockenheim
Ook in de 350cc-race kwam John Hartle niet aan de start. Zijn MV Agusta 350 4C werd bestuurd door Ernesto Brambilla, die echter Norton-rijder Gary Hocking voor zich moest dulden. John Surtees won zijn derde 350cc-race op rij.
Nations GP, Monza
Dat John Surtees zijn zesde 350cc-race op rij won was niet erg bijzonder, maar wel dat zijn teamgenoot John Hartle niet deelnam. In zijn plaats kregen de Italianen Remo Venturi en Ernesto Brambilla de beschikking over een MV Agusta 350 4C. Venturi bleef Bob Brown voor, anders had Brown nog op gelijke hoogte met Hartle kunnen komen. Gary Hocking vormde zelfs nog een grotere bedreiging voor Hartle, maar hij nam niet deel aan de 350cc-race.

### Uitslagen 350cc-klasse
|   | Datum       | Race              | Circuit          | 1e           | 2e           | 3e                | Snelste ronde |
| - | ----------- | ----------------- | ---------------- | ------------ | ------------ | ----------------- | ------------- |
| 1 | 17 mei      | GP van Frankrijk  | Clermont-Ferrand | John Surtees | Gary Hocking | John Hartle       | John Surtees  |
| 2 | 6 juni      | Isle of Man TT    | Mountain Course  | John Surtees | John Hartle  | Alistair King     | John Surtees  |
| 3 | 14 juni     | GP van Duitsland  | Hockenheim       | John Surtees | Gary Hocking | Ernesto Brambilla | John Surtees  |
| 4 | 26 juli     | GP van Zweden     | Kristianstad     | John Surtees | John Hartle  | Bob Brown         | John Surtees  |
| 5 | 8 augustus  | Ulster Grand Prix | Dundrod          | John Surtees | Bob Brown    | Geoff Duke        | John Hartle   |
| 6 | 6 september | GP des Nations    | Monza            | John Surtees | Remo Venturi | Bob Brown         | John Surtees  |

### Eindstand 350cc-klasse
| Pos. | Coureur        | Merk      | Ptn.    |
| ---- | -------------- | --------- | ------- |
| 1    | John Surtees   | MV Agusta | 32 (48) |
| 2    | John Hartle    | MV Agusta | 16      |
| 3    | Bob Brown      | Norton    | 14      |
| 4    | Gary Hocking   | Norton    | 12      |
| 5    | Geoff Duke     | Norton    | 10      |
| 6    | Remo Venturi   | MV Agusta | 6       |
| 7    | Dickie Dale    | AJS       | 6       |
| 8    | John Hempleman | Norton    | 6       |
| 9    | Bob Anderson   | Norton    | 5       |

| Pos. | Coureur           | Merk      | Ptn. |
| ---- | ----------------- | --------- | ---- |
| 10   | Alistair King     | Norton    | 4    |
| 10   | Ernesto Brambilla | MV Agusta | 4    |
| 12   | Paddy Driver      | Norton    | 4    |
| 13   | Mike Hailwood     | AJS       | 2    |
| 13   | Tom Phillis       | Norton    | 2    |
| 15   | Jim Redman        | Norton    | 2    |
| 16   | Terry Shepherd    | Norton    | 1    |
| 16   | Dave Chadwick     | Norton    | 1    |
| 16   | Gilberto Milani   | Norton    | 1    |

(Punten tussen haakjes zijn inclusief streepresultaten)

### Constructeurstitel 350cc-klasse
| 1 | MV Agusta | 32 (48) |
| 2 | Norton    | 22 (30) |
| 3 | AJS       | 6       |

(Punten tussen haakjes zijn inclusief streepresultaten)

## 250cc klasse
Net als in de 125cc leek het in 1959 in de 250cc tussen de MV Agusta -coureurs Ubbiali en Provini te gaan. Ubbiali werd ook wereldkampioen, maar de laatste drie races werden gewonnen door Gary Hocking met zijn MZ tweetakt. Hij pikte daardoor nét de tweede plaats in vóór Provini. Ernst Degner werd met MZ vierde vóór Mike Hailwood die in dat seizoen zowel met MZ als Mondial reed.
Isle of Man TT, Clypse Course
MV Agusta won met Tarquinio Provini de Lightweight TT, met Carlo Ubbiali als tweede, maar ze kregen veel tegenstand van Mike Hailwood op zijn privé-Mondial 250 Bialbero. Van de zesde tot en met de achtste ronde leidde Hailwood zelfs, maar zijn machine viel bij Brandish Corner stil. Provini en Ubbiali maakten er daarna een spannende race van en finishten slechts 0,4 seconde na elkaar. Dave Chadwick, voor de gelegenheid ook voorzien van een MV Agusta 250 Bialbero, werd derde. Tommy Robb bracht de "Geoff Monty Special" op de vierde plaats binnen.
GP van Duitsland, Hockenheim
In de TT van Man was de overmacht van MV Agusta nog overweldigend geweest, maar in Duitsland was dat niet zo. WK-leider Tarquinio Provini viel uit en Carlo Ubbiali wist weliswaar te winnen, maar in dezelfde seconde finishten ook Emilio Mendogni met de Moto Morini en Horst Fügner met zijn MZ. Geoff Duke trad aan met een Benelli 250 Bialbero en werd zesde.
Dutch TT, Assen
Tarquinio Provini en Carlo Ubbiali leken de overwinningen in de 250cc-klasse af te wisselen. Dit keer was het de beurt aan Provini om te winnen, slechts 0,1 seconde voor Ubbiali. Derek Minter werd met de Moto Morini 250 GP derde.
Nations GP, Monza
Door niet naar de Ulster Grand Prix te gaan had MV Agusta Tarquinio Provini de kans ontnomen om Carlo Ubbiali nog te bedreigen in het wereldkampioenschap. Ubbiali won zijn tweede 250cc-GP van het jaar, want het team was danig dwarsgezeten door Gary Hocking met zijn MZ RE 250. Hocking viel in deze race uit, net als Provini, maar Ernst Degner reed zijn MZ naar de tweede plaats in dezelfde tijd als de winnaar. Ook de strijd om de derde plaats was spannend, want de Morini-rijders Emilio Mendogni en Derek Minter kwamen ook tegelijk over de finish.

### Uitslagen 250cc-klasse
|   | Datum       | Race              | Circuit       | 1e                | 2e              | 3e              | Snelste ronde     |
| - | ----------- | ----------------- | ------------- | ----------------- | --------------- | --------------- | ----------------- |
| 1 | 3 juni      | Isle of Man TT    | Clypse Course | Tarquinio Provini | Carlo Ubbiali   | Dave Chadwick   | Tarquinio Provini |
| 2 | 14 juni     | GP van Duitsland  | Hockenheim    | Carlo Ubbiali     | Emilio Mendogni | Horst Fügner    | Emilio Mendogni   |
| 3 | 27 juni     | TT van Assen      | Assen         | Tarquinio Provini | Carlo Ubbiali   | Derek Minter    | Carlo Ubbiali     |
| 4 | 26 juli     | GP van Zweden     | Kristianstad  | Gary Hocking      | Carlo Ubbiali   | Geoff Duke      | Gary Hocking      |
| 5 | 8 augustus  | Ulster Grand Prix | Dundrod       | Gary Hocking      | Mike Hailwood   | Ernst Degner    | Gary Hocking      |
| 6 | 6 september | GP des Nations    | Monza         | Carlo Ubbiali     | Ernst Degner    | Emilio Mendogni | Carlo Ubbiali     |

### Eindstand 250cc-klasse
| Pos. | Coureur           | Merk         | Ptn.    |
| ---- | ----------------- | ------------ | ------- |
| 1    | Carlo Ubbiali     | MV Agusta    | 28 (34) |
| 2    | Gary Hocking      | MZ           | 16      |
| 3    | Tarquinio Provini | MV Agusta    | 16      |
| 4    | Ernst Degner      | MZ           | 14      |
| 5    | Mike Hailwood     | Mondial / MZ | 13      |
| 6    | Emilio Mendogni   | Morini       | 10      |
| 7    | Derek Minter      | Morini       | 7       |
| 8    | Tommy Robb        | GMS / MZ     | 7       |
| 9    | Horst Fügner      | MZ           | 6       |

| Pos. | Coureur         | Merk      | Ptn. |
| ---- | --------------- | --------- | ---- |
| 10   | Geoff Duke      | Benelli   | 5    |
| 11   | Dave Chadwick   | MV Agusta | 4    |
| 12   | Libero Liberati | Morini    | 3    |
| 13   | Horst Kassner   | NSU       | 2    |
| 13   | Phil Carter     | NSU       | 2    |
| 13   | Luigi Taveri    | MZ        | 2    |
| 16   | Rudi Thalhammer | NSU       | 1    |
| 16   | Dickie Dale     | Benelli   | 1    |
| 16   | Günter Beer     | Adler     | 1    |

(Punten tussen haakjes zijn inclusief streepresultaten)

### Constructeurstitel 250cc-klasse
| 1 | MV Agusta | 32      |
| 2 | MZ        | 26 (28) |
| 3 | Morini    | 14      |
| 4 | Mondial   | 13      |
| 5 | GMS       | 6       |
| 6 | Benelli   | 5       |
| 7 | NSU       | 4       |
| 8 | Adler     | 1       |

(Punten tussen haakjes zijn inclusief streepresultaten)

## 125cc klasse
De 125cc klasse van 1959 speelde zich helemaal af tussen twee rijders: Carlo Ubbiali en Tarquinio Provini. Ze reden beiden op een MV Agusta. Ubbiali won drie races, Provini twee. Privérijder Mike Hailwood won in Ulster zijn eerste Grand Prix. Hij was ook drie keer derde en werd in de einduitslag derde. Ook Ernst Degner won zijn eerste GP met de MZ, de GP des Nations in Monza. Hij werd in de einduitslag vierde. Gary Hocking werd al in de eerste race, de GP van Frankrijk, derde. In het 125cc-kampioenschap werd hij negende.
Isle of Man TT, Clypse Course
Tarquinio Provini won met zijn MV Agusta 125 Bialbero de Ultra-Lightweight TT, maar hij kreeg behoorlijk tegenstand van Luigi Taveri met de Oost-Duitse MZ RE 125 en Mike Hailwood met zijn Ducati 125 Trialbero. Taveri reed de snelste ronde, maar kwam op de finish zeven seconden tekort. Honda scoorde haar eerste WK-punt omdat Naomi Taniguchi zijn Honda RC 142 naar de zesde plaats stuurde. Honda won ook de teamprijs door de zevende plaats van Giichi Suzuki, de achtste plaats van Teisuke Tanaka en de tiende plaats van Junzo Suzuki.
GP van Duitsland, Hockenheim
De 125cc-race was vooral spannend tussen MV Agusta-rijders Carlo Ubbiali en Tarquinio Provini, die binnen een seconde de finish passeerden. De Ducati's van Mike Hailwood, Francesco Villa en Bruno Spaggiari hadden echter geen grote achterstand.
Dutch TT, Assen
Carlo Ubbiali won de 125cc-race in Assen met slechts 1,4 seconde voorsprong op Bruno Spaggiari met zijn Ducati 125 Trialbero. Omdat Tarquinio Provini niet scoorde nam Ubbiali de leiding in de WK-stand over.
GP van België, Spa-Francorchamps
Na een inhaalrace won Carlo Ubbiali de 125cc-race voor zijn teamgenoot Tarquinio Provini. Luigi Taveri, die van MZ was overgestapt naar het fabrieksteam van Ducati, werd derde.
Nations GP, Monza
In de 125cc-klasse kon Tarquinio Provini theorestisch nog op gelijke hoogte komen met Carlo Ubbiali, mits hij won en Ubbiali buiten de punten zou vallen. Dat gebeurde niet: Provini werd slechts vijfde en Ubbiali werd verslagen door Ernst Degner, die zijn eerste WK-overwinning behaalde. Luigi Taveri, die tijdens het seizoen van MZ was overgestapt op Ducati, werd met zijn 125 Trialbero derde.

### Uitslagen 125cc-klasse

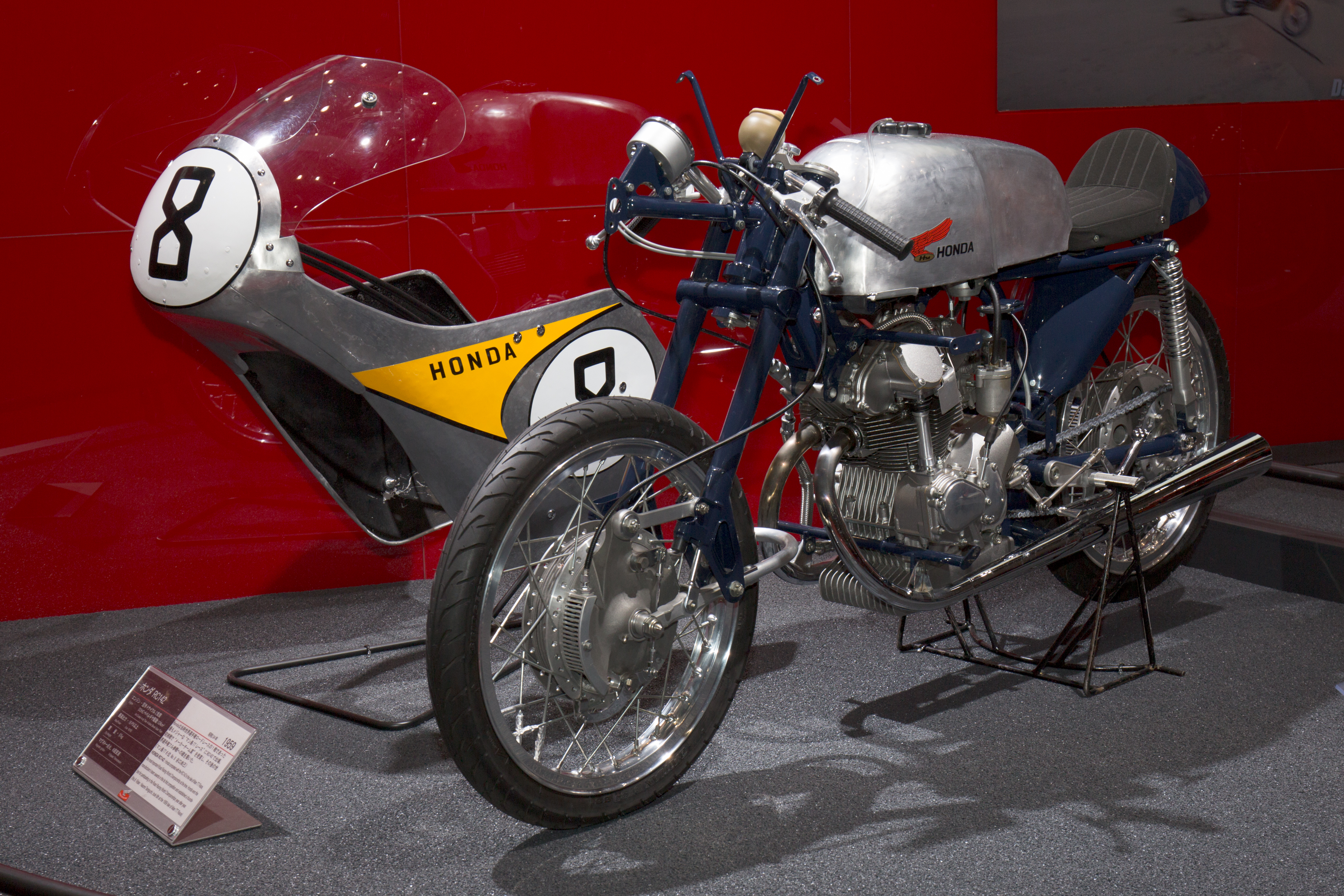
Honda debuteerde in 1959 tijdens de Ultra-Lightweight TT met vier Japanners en één Amerikaan. Met de Honda RC 141 en de RC 142 werden de plaatsen zes, zeven, acht en elf behaald, goed voor één WK-punt

|   | Datum       | Race              | Circuit           | 1e                | 2e                | 3e            | Snelste ronde     |
| - | ----------- | ----------------- | ----------------- | ----------------- | ----------------- | ------------- | ----------------- |
| 1 | 3 juni      | Isle of Man TT    | Clypse Course     | Tarquinio Provini | Luigi Taveri      | Mike Hailwood | Luigi Taveri      |
| 2 | 14 juni     | GP van Duitsland  | Hockenheim        | Carlo Ubbiali     | Tarquinio Provini | Mike Hailwood | Carlo Ubbiali     |
| 3 | 27 juni     | TT van Assen      | Assen             | Carlo Ubbiali     | Bruno Spaggiari   | Mike Hailwood | Carlo Ubbiali     |
| 4 | 5 juli      | GP van België     | Spa-Francorchamps | Carlo Ubbiali     | Tarquinio Provini | Luigi Taveri  | Tarquinio Provini |
| 5 | 26 juli     | GP van Zweden     | Kristianstad      | Tarquinio Provini | Carlo Ubbiali     | Werner Musiol | Carlo Ubbiali     |
| 6 | 8 augustus  | Ulster Grand Prix | Dundrod           | Mike Hailwood     | Gary Hocking      | Ernst Degner  | Mike Hailwood     |
| 7 | 6 september | GP des Nations    | Monza             | Ernst Degner      | Carlo Ubbiali     | Luigi Taveri  | Carlo Ubbiali     |

### Eindstand 125cc-klasse
| Pos. | Coureur           | Merk           | Ptn.    |
| ---- | ----------------- | -------------- | ------- |
| 1    | Carlo Ubbiali     | MV Agusta      | 30 (38) |
| 2    | Tarquinio Provini | MV Agusta      | 28 (30) |
| 3    | Mike Hailwood     | Ducati         | 20 (23) |
| 4    | Luigi Taveri      | MZ / Ducati    | 14      |
| 5    | Ernst Degner      | MZ             | 13      |
| 6    | Bruno Spaggiari   | Ducati         | 8       |
| 7    | Derek Minter      | MZ             | 8       |
| 8    | Ken Kavanagh      | Ducati         | 8       |
| 9    | Gary Hocking      | MZ / MV Agusta | 7       |

| Pos. | Coureur         | Merk               | Ptn. |
| ---- | --------------- | ------------------ | ---- |
| 10   | Horst Fügner    | MZ                 | 6    |
| 11   | Werner Musiol   | MZ                 | 4    |
| 12   | Francesco Villa | Ducati             | 3    |
| 13   | Alberto Pagani  | Ducati / MV Agusta | 2    |
| 14   | Naomi Taniguchi | Honda              | 1    |
| 14   | Karl Kronmüller | Ducati             | 1    |
| 14   | Ulf Svensson    | Ducati             | 1    |
| 14   | Arthur Wheeler  | Ducati             | 1    |

(Punten tussen haakjes zijn inclusief streepresultaten)

### Constructeurstitel 125cc-klasse
| 1 | MV Agusta | 32 (46) |
| 2 | Ducati    | 28 (33) |
| 3 | MZ        | 22 (29) |
| 4 | Honda     | 1       |

(Punten tussen haakjes zijn inclusief streepresultaten)

## Zijspanklasse
In 1959 kwam Norton er in de zijspanrace helemaal niet meer aan te pas. De eerste negen plaatsen waren voor BMW-coureurs. Walter Schneider en Hans Strauß werden opnieuw kampioen en Camathias/Cecco werden opnieuw tweede. Opmerkelijk was dat de Zwitsers de zijspanrace duidelijk als hun favoriete motorsport ontdekt hadden. Camathias was Zwitser, maar ook de coureur op de derde plaats, Fritz Scheidegger en de vierde man, Edgar Strub. De bakkenisten van Strub zouden overigens bekender worden in andere beroepen: de latere Formule 1 coureur Jo Siffert reed mee in Clermont-Ferrand en Finland (die niet telde voor het WK). Mick Woollett trad ook op als bakkenist van Strub, maar die werd bekender als schrijver van motorboeken.
GP van Frankrijk, Clermont-Ferrand
In de zijspanrace scoorde Fritz Scheidegger met bakkenist Horst Burkhardt zijn eerste WK-overwinning, voor regerend wereldkampioenen Walter Schneider/Hans Strauß en Edgar Strub/Jo Siffert. Siffert was een van de drie toekomstig Formule 1-coureurs die in deze GP reden. De beide anderen waren John Surtees, de winnaar van de 500cc- en 350cc-klasse en Guy Ligier, die dertiende werd in de 500cc-race.  
Isle of Man TT, Clypse Course
De Sidecar TT was de laatste klasse die ooit op de Clypse Course zou rijden. Het werd een tamelijk eenvoudige overwinning voor regerend wereldkampioenen Walter Schneider/Hans Strauß die twee minuten voorsprong hadden op Florian Camathias/Hilmar Cecco en vier minuten op Fritz Scheidegger/Horst Burkhardt. Cyril Smith viel in zijn laatste TT uit, waardoor geen enkele Norton-combinatie punten scoorde.
GP van Duitsland, Hockenheim
In de zijspanrace gingen alle punten naar BMW. Zonder fabrieksorders, want BMW gaf geen fabriekssteun meer, konden de rijders het onder elkaar uitvechten. Florian Camathias won net minder dan twee seconden verschil van Walter Schneider. Daarachter kwam debutant Max Deubel, die nog geen internationale licentie had en alleen in Duitsland mocht starten.
Dutch TT, Assen
De strijd aan kop van de zijspanrace ging aanvankelijk tussen de combinaties Florian Camathias/Hilmar Cecco en Walter Schneider/Hans Strauß, maar Schneider viel uit waardoor Pip Harris, die intussen ook een BMW had aangeschaft, tweede werd voor Helmut Fath, die anderhalve minuut achterstand opliep. Camathias/Cecco namen de leiding in de WK-stand over.
GP van België, Spa-Francorchamps
Florian Camathias kwam met een kleine puntenvoorpsrong naar België, maar hij viel uit en Walter Schneider/Hans Strauß profiteerden daar optimaal van. Met hun overwinning werden ze voor de tweede keer wereldkampioen.

### Uitslagen zijspanklasse
|   | Datum   | Race             | Circuit           | 1e                                  | 2e                               | 3e                                  | Snelste ronde                       |
| - | ------- | ---------------- | ----------------- | ----------------------------------- | -------------------------------- | ----------------------------------- | ----------------------------------- |
| 1 | 17 mei  | GP van Frankrijk | Clermont-Ferrand  | Fritz Scheidegger / Horst Burkhardt | Walter Schneider / Hans Strauß   | Edgar Strub / Jo Siffert            | Fritz Scheidegger / Horst Burkhardt |
| 2 | 3 juni  | Isle of Man TT   | Clypse Course     | Walter Schneider / Hans Strauß      | Florian Camathias / Hilmar Cecco | Fritz Scheidegger / Horst Burkhardt | Walter Schneider / Hans Strauß      |
| 3 | 14 juni | GP van Duitsland | Hockenheim        | Florian Camathias / Hilmar Cecco    | Walter Schneider / Hans Strauß   | Max Deubel / Horst Höhler           | Walter Schneider / Hans Strauß      |
| 4 | 27 juni | TT van Assen     | Assen             | Florian Camathias / Hilmar Cecco    | Pip Harris / Ray Campbell        | Helmut Fath / Alfred Wohlgemuth     | Florian Camathias / Hilmar Cecco    |
| 5 | 5 juli  | GP van België    | Spa-Francorchamps | Walter Schneider / Hans Strauß      | Jo Rogliardo / Marcel Godillot   | Fritz Scheidegger / Horst Burkhardt | Florian Camathias / Hilmar Cecco    |

### Eindstand zijspanklasse
| Pos. | Coureur           | Bakkenist                                         | Motorfiets | Ptn. |
| ---- | ----------------- | ------------------------------------------------- | ---------- | ---- |
| 1    | Walter Schneider  | Hans Strauß                                       | BMW        | 28   |
| 2    | Florian Camathias | Hilmar Cecco                                      | BMW        | 22   |
| 3    | Fritz Scheidegger | Horst Burkhardt                                   | BMW        | 18   |
| 4    | Edgar Strub       | Jo Siffert, Mick Woollett en Roland Föll          | BMW        | 12   |
| 5    | Helmut Fath       | Alfred Wohlgemuth                                 | BMW        | 10   |
| 6    | Jo Rogliardo      | Marcel Godillot                                   | BMW        | 8    |
| 7    | Pip Harris        | Ray Campbell                                      | BMW        | 6    |
| 8    | Max Deubel        | Horst Höhler                                      | BMW        | 4    |
| 9    | Loni Neußner      | Edwin Blauth, Tony Partridge en Manfred Großbaier | BMW        | 4    |
| 10   | Bill Boddice      | Bill Canning                                      | Norton     | 2    |
| 10   | Bill Beevers      | John Chisnell                                     | BMW        | 2    |
| 12   | Alwin Ritter      | Peter Joss                                        | BMW        | 1    |
| 12   | Owen Greenwood    | Terry Fairbrother                                 | Triumph    | 1    |
| 12   | August Rohsiepe   | Arthur Gardyanczik                                | BMW        | 1    |
| 12   | Joseph Duhem      | Roger Burtin                                      | BMW        | 1    |

(Punten tussen haakjes zijn inclusief streepresultaten)

### Constructeurstitel zijspanklasse
| 1 | BMW     | 32 (40) |
| 2 | Norton  | 2       |
| 3 | Triumph | 1       |

(Punten tussen haakjes zijn inclusief streepresultaten)